# N2,N2-Diméthylguanosine
La N2,N2-diméthylguanosine (m22G) est un nucléoside dont la base nucléique est la N2,N2-diméthylguanine, un dérivé méthylé de la guanine, l'ose étant le β-D-ribofuranose. Elle est présente naturellement dans certains ARN de transfert et ARN ribosomiques ; un résidu de m22G se trouve par exemple en position 26 de l'ARNtAla, entre le bras du dihydrouracile et le bras de l'anticodon :

ARNt d'alanine chez la levure. La N2,N2-diméthylguanosine est notée m22G.